# Kime-no-kata
Le Kime no kata  est un kata du judo.
En France, ce kata doit obligatoirement être présenté pour le passage du 4ème Dan de Judo-Jujitsu  FFJDA. 

## Techniques
Ce kata est composé de deux séries :
- Idori : série de 8 attaques à genoux
- Tachiai : série de 12 attaques debout, dont deux avec un tantō (à l'origine tantō puis wakizashi) et 2 avec un bokken (à l'origine, un katana). 
Ouverture du kata :
Ire série : Idori
- Ryote-dori
- Tsukkake (atemi)
- Suri-age (atemi)
- Yoko-uchi (atemi)
- Ushiro-dori
- Tsukkomi (tanto)
- Kirikomi (tanto ; à l'origine wakizashi)
- Yoko-tsuki (tanto)

2e série : Tachi ai
- Ryote-dori
- Sode-dori
- Tsukkake (atemi)
- Tsuki-age (atemi)
- Suri-age (atemi)
- Yoko-uchi (atemi)
- Ke-age (atemi)
- Ushiro-dori
- Tsukkomi (tanto)
- Kirikomi (tanto ; à l'origine wakizashi)
- Nuki-kake (bokken)
- Kiri-oroshi (bokken)

Fermeture du Kata.